# Ctenophthalmus zhejiangensis
Ctenophthalmus zhejiangensis är en loppart som beskrevs av Lu Miao-gui et Qiu Sheng-ping 1997. Ctenophthalmus zhejiangensis ingår i släktet Ctenophthalmus och familjen mullvadsloppor. Inga underarter finns listade i Catalogue of Life.